# Анаеробне окиснення метану
Анаеробне окиснення метану — процес окиснення метану до вуглекислого газу, здійснюваний некультивованими археями груп ANME-1, ANME-2 і ANME-3, близькими до Methanosarcinales, в асоціації з сульфатредукуючими і  денітрифікуючими бактеріями за відсутності в середовищі молекулярного кисню. Біохімія і поширеність процесу в природі вивчені доки недостатньо.

## Механізм процесу

### Консорція мікроорганізмів
Вже в перших роботах, присвячених процесу, було показано, що абіотично окислюється лише 0,7-1,1 % усього окиснюваного об'єму метану. Також встановлено, що інгібітори метаногенезу 2-брометансульфонова кислота і флуорацетат, а також інгібітор сульфатредукції молібдат пригноблюють і анаеробне окиснення метану. При цьому останній чутливіший до 2-брометансульфонової кислоти, ніж сам метаногенез, через що при невеликих концентраціях кислоти вона навіть ніби уявно стимулююче впливає на утворення метану (насправді припиняючи його окиснення).
З цього було зроблено висновок про протікання анаеробного окиснення метану в два етапи, здійснюваних різними організмами. Перший — окиснення метану водою, здійснюване ферментами метаногенезу, що каталізують зворотні реакції. Другий — подальше окиснення продуктів першого етапу, з використанням сульфідів як акцептора електрона.
Інгібітором анаеробного окиснення метану також є кисень: в зразках донних опадів, де відсутні аеробні метанотрофи, при провітрюванні припиняється всяке окиснення метану. Лише з вичерпанням кисню в середовищі воно починає відновлюватися.
Завдяки тому що у холодних сипах метан збіднений 13C, речовини, синтезовані з нього, також збіднені цим ізотопом. Були вивчені бідні на13C ліпіди і нуклеїнові кислоти, виділені з донних відкладень, і проведені дослідження в галузі геносистематики організмів, що споживають метан в анаеробних умовах. Було показано, що серед них дійсно є споріднені метаногенам порядку Methanosarcinales археї, віднесені до груп ANME-1 і ANME-2, і еубактерії-сульфатредуктори. Згодом з використанням методу FISH вдалося побачити клітини цих організмів. Вони утворювали компактні конгломерати, що складаються в середньому з 100 архей і 200 еубактерій і що мають діаметр близько 3 мкм.
Окрім тісної спорідненості архей ANME метаногенам, аргументом на користь проведення ними зворотного метаногенезу стало виявлення у них генів метил-CoM- редуктази (mcrA) і ще ряду ферментів утворення метану.

#### Проблема міжвидового інтермедіату
На яких продуктах реакції зворотного метаногенезу завершуються невідомо. Мабуть частина їх перетворюється на ацетил-КоА і асимілюється організмом, про що свідчить включення ізотопу 13C до складу мікробних біомаркерів. Інша частина надходить до зовнішнього середовища і засвоюється сульфатредукторами, використовуючись ними потім також в процесах і анаболізму, і катаболізму. Яка сполука виступає в ролі міжвидового інтермедіату невідомо. На його роль пропонувалися молекулярний водень, оцтова кислота, метанол, мурашина кислота, НАД і ФАД. Ні для однієї з цих речовин доки не було отримано експериментальних доказів участі в процесі. Крім того, термодинамічні розрахунки свідчать, що водень, ацетат і метанол міжвидовими інтермедіатами бути не можуть.

#### Окиснення метану з використанням інших акцепторів електрона
Показано можливість протікання анаеробного окиснення метану за участю сполук азоту. Процес в цьому випадку здійснювала консорція клітин ANME-2 і денітрифікаторів, причому останні віддавали перевагу нітриту перед нітратами. При видаленні нітриту через 10-20 годин окиснення метану поновлювалося вже за участю нітратів. Прямі спостереження за допомогою техніки FISH показали, що співвідношення в консорції бактерій і археїв склало 8:1. Автори вважають, що це свідчить про більш високий енергетичний вихід у порівнянні з сульфатами.
Для Fe3  у декількох роботах стверджується неучасть в анаеробному окисненні метану, хоча у інших показаний його стимулювальний ефект на поглинання метану в анаеробних умовах.

### Можливість анаеробного окиснення метану одним організмом
Існує гіпотеза наявності одного організму, що проводить процес від початку до кінця по абсолютно особливому механізму. На її користь свідчать дані, що у деяких субстратах жоден з інгібіторів метаногенів і сульфатредукторів не пригнічує анаеробне окиснення метану.
Було виявлено клітини ANME-2, а потім ANME-1 і ANME-3, фізично не пов'язані з сульфатредукторами, вільноживучі, утворюючі мікроколонії, або конгломерати клітин з еубактеріями, що не є сульфатредукторами. Ці організми теоретично могли б здійснювати окиснення метану самостійно, без участі еубактеріального партнера.
Було виявлено окиснення метану чистими культурами при анаеробному рості. Метаногени, строгі анаероби, особливо такі як Methanobacterium thermoautotrophicum, Methanosarcina barkeri, Methanosarcina acetivorans і Methanospirillum hungatii, здатні при зростанні на звичайних середовищах для культивування метаногенів, окислювати введений в газову фазу мічений CH4 до CO2, іноді до метанолу і ацетату (M. barkeri) у невеликих кількостях (до 0,3 % від об'єму утвореного ними за той же час метану).
Багато сульфатредукторів можуть соокислювати невеликі кількості метану при анаеробному зростанні на інших субстратах. З них у цьому відношенні найцікавіші Archeoglobus, що мають частину ферментів метаногенезу і споріднені ANME-1. Проведені на них дослідження, проте, показали відсутність окиснення навіть слідових кількостей метану. Слід враховувати, що в деяких роботах щодо сульфатредукторів окиснення метану може бути артефактом, викликаний недостатньою чистотою використаного метану, що містить чадний газ, який і окислювався бактеріями.
У будь-якому разі, метаноокиснювальна активність метаногенів і сульфатредукторів занадто низька, щоб пояснити за її допомогою ті об'єми окиснюваного метану, про які свідчили геохімічні дані.

## Поширення і екологічне значення
Абсолютна більшість досліджень з цієї тематики виконано для донних морських і океанічних опадах, проте показано, що процес протікає і в ґрунті, рубці шлунку жуйних, прісноводих водоймах.
Метан є сильним парниковим газом з потенціалом теплопоглинання в 30 разів більше ніж у CO2. За різними оцінками від 30 до 90 % метану утворюється біогенним чином, в основному в донних осадах і у ґрунтах перезволожених ландшафтів. Анаеробне окиснення метану перешкоджає його емісії в атмосферу. Його масштаби оцінюються в 6-20 % від загальної кількості метану, що щорічно виділяється з океану в атмосферу, і припускається, що ці цифри будуть переглянуті у бік збільшення. Оцінок об'ємів анаеробного окиснення метану в наземних екосистемах доки не існує.

## Історія вивчення
Перші геохімічні свідчення протікання окиснення метану в анаеробних умовах було отримано ще в 1970-і роки при вивченні профільного розподілу метану, сульфатів і сірководню у донних відкладеннях. Першими з біологів досліджували процес Зендер і Брок в 1979—1980 роках. Вони висунули гіпотезу, що окиснення протікає в два етапи, причому перший з них є зворотним метаногенезом. Пізніше гіпотеза знайшла ряд підтверджень і зараз розглядається як загальновизнана.
На рубежі 1990-х і 2000-х почався новий етап у вивченні анаеробного окиснення метану з активним залученням молекулярних методів. Була встановлена таксономічна приналежність анаеробних метанотрофів, розпочато вивчення їхніх геномів і кодованих ними ферментів. У 2006 році отримані свідчення, що окиснення метану може бути зв'язане з відновленням не лише сульфатів, але і нітратів. Проте, організми, здатні рости у середовищі з метаном в ролі єдиного джерела вуглецю, досі не виділені, неясною залишається біохімія процесу.